# Domenico Botticella
Domenico Botticella (né le 2 mars 1976 à San Giovanni Rotondo) est un ancien joueur de football italien reconverti entraîneur, jouant au poste de gardien. Il est l'actuel entraîneur des gardiens du Castertena FC.
Il commence sa carrière avec l'US Foggia, en Serie C1 et Serie C2. Il joue en Serie B avec Salernitana entre 2000 et 2005, où il se dispute lors de sa dernière saison la place de premier gardien avec Marco Ambrosio. Avant de rejoindre le Paganese Calcio 1926 en 2007, il joue pour l'ASD Manfredonia Calcio (Serie C1) et l'US Catanzaro (Serie C2).
En 2013, il rejoint le club amateur de Canosa.